# Queen Christina
Queen Christina és una pel·lícula estatunidenca de 1933 dirigida per Rouben Mamoulian, amb Greta Garbo, John Gilbert, Ian Keith, Lewis Stone i Elizabeth Young en els papers principals. Basada en una història de Salka Viertel i Margaret P. LeVino. El guió va ser escrit per Viertel LeVino i Margaret "Peg" LeVino, amb diàleg de S. N. Behrman.

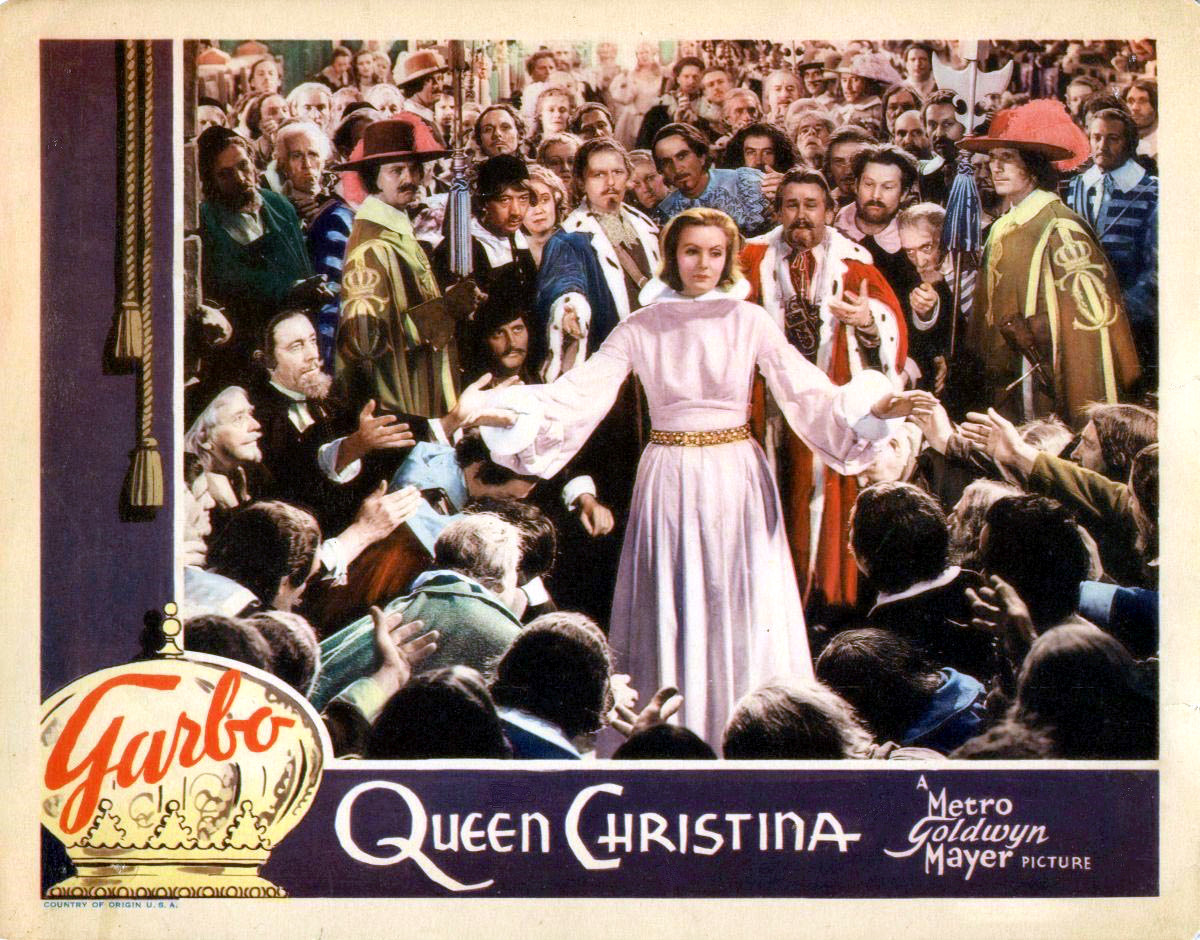
Tarjeta en color de la pel·lícula

La pel·lícula retrata la vida de la reina Cristina de Suècia, que es va convertir en monarca a l'edat de sis anys el 1632 i es va convertir en una líder poderosa i influent. A més d'afrontar les demandes del govern de Suècia durant la Guerra dels Trenta Anys, s'espera que Cristina es casi amb una figura reial adequada i tingui un hereu. Quan s'enamora d'un enviat espanyol visitant, amb qui té prohibit casar-se perquè és un catòlic romà, ha d'escollir entre l'amor i el seu deure reial.
La pel·lícula va tenir un gran èxit comercial i de crítica als Estats Units i a tot el món.

## Trama
La reina Cristina de Suècia (Greta Garbo) és molt devota al seu país i al benestar de la seva gent. Com a reina, afavoreix la pau per Suècia i argumenta de manera convincent per posar fi a la Guerra dels Trenta Anys, dient:
| « | Botí, glòria, banderes i trompetes! Què hi ha darrere d'aquestes paraules tan agudes? Mort i destrucció, triomfals d'homes tullits, Suècia victoriosa en una Europa devastada, una illa en un mar mort. T'ho dic, no en vull més. Vull per al meu poble seguretat i felicitat. Vull conrear les arts de la pau, les arts de la vida. Vull pau i pau tindré! | » |

Cristina, que va prendre el tron per primera vegada als sis anys després de la mort del seu pare a la batalla, es descriu com a tan dedicada a governar bé com a educar-se, que ha rebutjat qualsevol tipus d'amor o matrimoni seriós, malgrat la pressió dels seus consellers i la cort per casar-se amb el seu cosí heroic Karl Gustav (Reginald Owen) i tenir un hereu. Un dia, en un esforç per escapar de les restriccions de la seva vida reial, s'escapa de la ciutat i acaba a la mateixa fonda que Antonio (John Gilbert), un enviat espanyol de camí a la capital. Els dos parlen i es fan amics, tot i que l'Antonio creu que Cristina és un home per la seva manera de vestir. Quan l'hostaler, que tampoc és conscient de la identitat de Cristina, li pregunta si deixarà que Antonio comparteixi el seu llit perquè no hi ha una habitació disponible per a ell, Cristina no pot trobar una raó adequada per denegar la sol·licitud. A la seva habitació, li revela a l'Antonio que és una dona, però no que és una reina, i passen la nit junts. La seva cita s'allarga uns quants dies quan es queden colgats per la neu a la fonda.
Quan arriba el moment que Cristina i Antonio se separen, Cristina assegura a Antonio que es retrobaran a Estocolm. Per sorpresa seva, això passa quan l'espanyol és presentat a la reina, a qui reconeix com la seva amant. Al principi, Antonio està una mica ferit i molest perquè creu que la Cristina li ha jugat una mala passada i ha compromès la seva lleialtat al rei d'Espanya, que sent que Antonio està en aquesta missió a Suècia per presentar a Cristina una oferta de matrimoni en nom seu. Ella deixa clar que els seus sentiments per Antonio són genuïns i que rep regularment aquestes ofertes de la reialesa estrangera i no té cap intenció d'acceptar la proposta del rei, i ella i Antonio arreglen les coses.

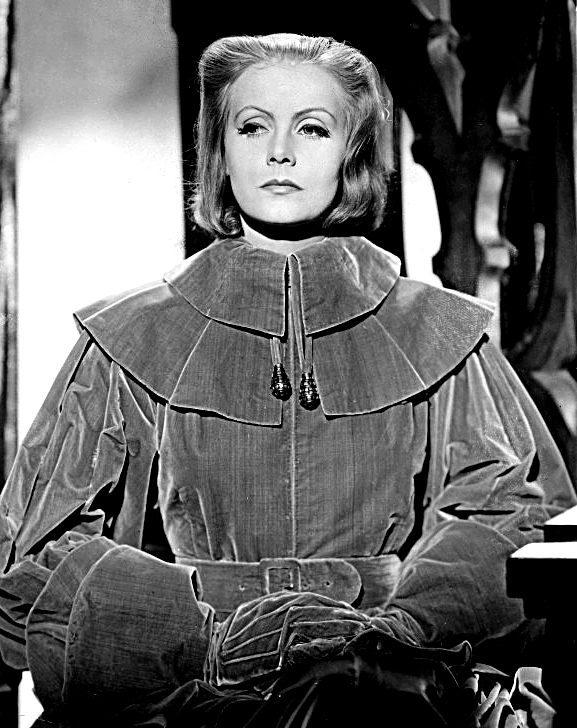
Greta Garbo intepreta a la reina Cristina

Quan l'intrigant Comte Magnus (Ian Keith), que abans havia tingut alguns vincles romàntics amb la reina, desperta el poble contra l'espanyol, Cristina és capaç d'alleujar les tensions per un temps, però finalment decideix nomenar Karl Gustav com el seu successor i, en un moviment que commociona tota la cort, abdica del tron per estar amb Antonio. Quan arriba al vaixell que ha de portar Antonio i ella a Espanya, el troba greument ferit d'un duel d'espases amb Magnus, que va perdre. Antonio mor als seus braços, però Cristina decideix continuar amb el viatge. S'imagina residir a la casa que l'Antonio li va descriure asseguda sobre uns penya-segats blancs amb vistes al mar.

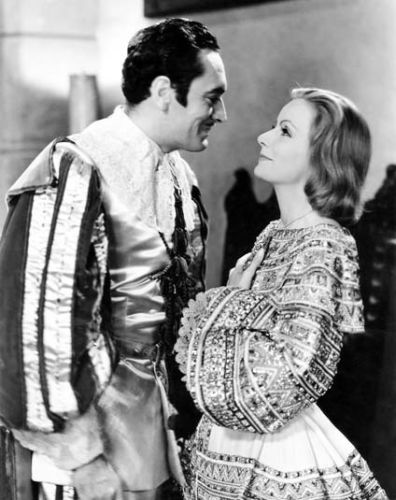
John Gilbert i Greta Garbo a la pel·lícula

## Repartiment
- Greta Garbo: la reina Cristina.
- John Gilbert: Antonio.
- Ian Keith: Magnus.
- Lewis Stone: Oxenstierna.
- Elizabeth Young: la Comtessa Ebba Sparre.
- C. Aubrey Smith: Aage.
- Reginald Owen: Carles.
- Georges Renavent: Chanut.
- David Torrence: l'Arquebisbe.
- Gustav von Seyffertitz: el General.
- Ferdinand Munier: el Taberner.
- Akim Tamiroff (sense acreditar): Pedro.
- Muriel Evans: empleada de la taberna.
- Hooper Atchley: el company d'Antonio al cotxe.

## Producció
La pel·lícula es va estrenar el desembre de 1933. Va ser dirigida per Rouben Mamoulian i escrita per H. M. Harwood i Salka Viertel, amb diàleg de S. N. Behrman, basat en una història de Viertel i Margaret P. Levino. Els papers principals són interpretats per Greta Garbo com a Christina i John Gilbert com a Don Antonio, un emissari d'Espanya. Laurence Olivier originalment va ser elegida com Antonio, però va ser acomiadat durant els assajos. Va ser anunciat com el retorn de Garbo al cinema després d'una pausa de divuit mesos. Mentre estava de vacances a Suècia, l'actriu va llegir un tractament de Viertel sobre la vida de Cristina i es va interessar per la història. En el moment de rodar la pel·lícula, Garbo tenia 28 anys, la mateixa edat que el seu personatge.
La mateixa Garbo va insistir a tenir Gilbert com a coprotagonista. Va ser la quarta i última vegada que estaven junts en una pel·lícula, i va ser la penúltima pel·lícula de Gilbert. Havia estat una gran estrella a l'era del cinema mut, però l'enemistat del cap de l'estudi Louis B. Mayer va afectar la seva carrera i va morir el gener de 1936 d'un atac de cor agreujat per l'alcoholisme.
La pel·lícula és recordada per dos moments emblemàtics. La primera és una escena en què, després d'haver passat dues nits amb l'Antonio a la seva habitació de la fonda, Christina passa més de tres minuts caminant i examinant i acaronant diversos objectes per imprimir l'espai a la seva memòria. La segona, i possiblement la imatge més famosa de la pel·lícula, és el pla de tancament, en què Christina s'aixeca com una figura de proa silenciosa a la proa del vaixell amb destinació a Espanya, amb el vent que bufa pels seus cabells, mentre la càmera es mou en una posició ajustada de primer pla a la seva cara. Abans de rodar l'escena final, Mamoulian suggereix que Garbo no pensi en res i que eviti parpellejar els ulls perquè la seva cara sigui un "full de paper en blanc" i cada membre del públic pogués escriure el final de la pel·lícula ells mateixos.

## Recepció crítica i taquilla
La pel·lícula es va estrenar a la ciutat de Nova York el 26 de desembre de 1933 i es va estrenar a la resta del món al llarg de 1934. Va ser nominada al premi Copa Mussolini a la Mostra Internacional de Cinema de Venècia el 1934, però va perdre contra Man of Aran.
Queen Christina va resultar ser un èxit de crítica, reunint moltes crítiques positives. El crític Mordaunt Hall, que va escriure per a The New York Times, va donar a la pel·lícula una crítica positiva i li va agradar el guió, qualificant el diàleg "un escrit brillant i suau" i es va referir a la direcció de Mamoulian com a "emocionant". Les opinions positives també provenien de Walter Ramsey de Modern Screen', que ho va proclamar un "triomf per a Garbo", i un crític de Photoplay, que va aclamar la "gloriosa reaparició de Garbo".
Motion Picture Daily va qualificar la pel·lícula de "cruixent en escenes", però va informar que Garbo "ho fa molt bé" i que la pel·lícula estava "molt per sobre de la mitjana en contingut i valor." El New York Daily News va escriure: "La imatge es mou una mica lentament, però amb gràcia, d'un entorn encantador a un altre. És una imatge que no s'ha de perdre, perquè Garbo està en el seu millor moment en algunes de les seves escenes."
Algunes crítiques eren més mixtes. "Garbo aclapara la imatge", va escriure John Mosher a The New Yorker. "La història, l'escenari, el seu suport no poden estar a l'altura d'ella." Variety va trobar la pel·lícula "lenta i, sovint, angoixosa", tot i que va escriure que la "impressió real de Garbo és convincent, la qual cosa compta molt"." The Sun de Nova York va escriure que "Garbo sembla patir un cas agut de glamour. I això probablement no és culpa seva. Gilbert s'ha esforçat molt, però la seva actuació és una mica obsoleta. Queen Christina perd el foc, d'alguna manera, i això és decebedor."
Segons el catàleg AFI, malgrat l'aclamació de la crítica, la pel·lícula no va sortir bé a la taquilla nord-americana. Frank Miller de TCM va declarar: "Passarien anys abans que els ingressos i les reedicions estrangeres portés la pel·lícula a la columna de beneficis". El 1994, Barry Paris va escriure que el resultat econòmic va ser: Cost $1,144,000; guanys: nacional 767.000 $; estranger 1.843.000 $; total 2.610.000 $. Beneficis: 632.000 $".
Al juny de 2020, Queen Christina tenia una puntuació del 90% "Fresca" a Rotten Tomatoes, basada en 21 ressenyes. Leonard Maltin va donar a la pel·lícula 4 de 4 estrelles, anomenant-la " Probablement la millor pel·lícula de Garbo, amb una interpretació inquietant de l'estrella radiant com a reina sueca del segle XVII que renuncia al seu tron pel seu amant, Gilbert. Les escenes d'amor de Garbo i Gilbert junts són realment memorables, com també ho és el famós pla final..."
El paper de la reina Cristina és considerat com un dels millors de la filmografia de Garbo, i la pel·lícula destaca especialment per desmentir rotundament els rumors que la manca d'èxit de John Gilbert a l'era sonoraes va deure al fet que tenia una veu inadequada.

## Precisió històrica
La pel·lícula és un drama històric basat lliurement en la vida de la reina Cristina de Suècia del segle XVII, i encara més lliurement en l'obra històrica d'August Strindberg Kristina. A la pel·lícula apareixen diversos personatges històrics (com ara Axel Oxenstierna, Carles X Gustau de Suècia i Magnus Gabriel De la Gardie), i es representen alguns esdeveniments històrics (com ara la Guerra dels Trenta Anys i l'abdicació de Cristina), però Queen Christina no és una pel·lícula que s'adhereixi estretament als fets. En aquest relat molt fictici, és l'enamorament el que posa Christina en conflicte amb les realitats polítiques de la seva societat, mentre que, a la vida real, les principals raons de Christina per abdicar eren la seva determinació de no casar-se, de viure com volgués i de convertir-se obertament al catolicisme.
El romanç amb Antonio és ficció i es pot veure com una distorsió típica de la història de "Hollywood", tret que s'entengui com una al·legoria, amb el seu amor per Don Antonio que representa el seu amor per la vida intel·lectual i la seva abraçada a la fe catòlica. En realitat, Christina estava dedicada a la seva dama d'honor, amiga i "companya de llit" Ebba Sparre. A la pel·lícula, Christina besa a Ebba dues vegades, però els petons són bastant casts, i qualsevol suggeriment d'una relació romàntica entre les dues dones queda fermament bloquejada per una escena en què Christina es troba amb Ebba i el comte Jakob que es troben en una escala i marxa immediatament cap a quina serà la seva trobada amb Antonio. Quan Christina torna, demana disculpes a Ebba i promet que es casarà amb el seu estimat comte. La veritable Ebba es va casar amb el comte Jakob, però el matrimoni va ser infeliç.
La pel·lícula té raó en afirmar que el pare de Cristina la va criar com si fos un nen, amb l'educació i les responsabilitats que s'esperaven d'un hereu masculí, i en representar el seu hàbit de vestir-se d'home, que va continuar durant tota la seva vida. La Cristina històrica també va ser inflexible a l'hora de fer les paus i va ser una mecenes de la ciència, l'art i la cultura, somiant amb fer d'Estocolm l'"Atenes del Nord".